# Bezawada Gopala Reddy

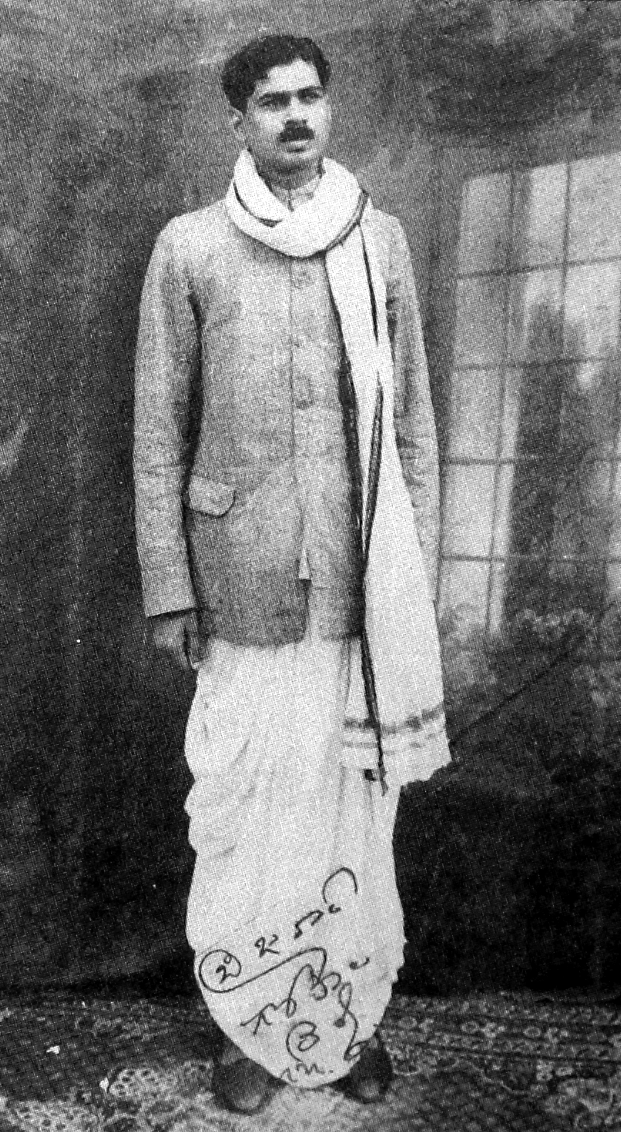
Bezawada Gopala Reddy

Bezawada Gopala Reddy (Telugu బెజవాడ గోపాలరెడ్డి; abweichende Namensschreibweise: Bezwada Gopala Reddi; * 5. August 1907 in Buchireddipalem, Sri Potti Sriramulu Nellore, Andhra Pradesh, Britisch-Indien; † 9. März 1997 in Chennai, Tamil Nadu) war ein indischer Politiker der Indischen Nationalkongresses (INC), der sowohl Mitglied der Rajya Sabha als auch der Lok Sabha war. Er war ferner Minister, zwischen 1955 und 1956 Chief Minister von Andhra sowie von 1967 bis 1962 Gouverneur von Uttar Pradesh.

## Leben

### Studium, Verhaftungen und Minister in Madras
Reddy, Sohn von B. Pattabhi Rami Reddi, absolvierte nach dem Schulbesuch ein Studium am Andhra National College in Machilipatnam sowie an der Visva-Bharati University in Shantiniketan. Zu Beginn der 1930er Jahre begann er sein politisches Engagement und wurde 1932 erstmals wegen seines Einsatzes für die Unabhängigkeit Indiens verhaftet. 1931 wurde er Mitglied des All India Congress Committee (AICC), des Präsidiums der INC, sowie Sekretär des INC in Andhra Pradesh, ehe er 1932 abermals festgenommen wurde. 1937 erfolgte seine erstmalige Wahl zum Mitglied der Legislativversammlung (Legislative Assembly) der Präsidentschaft Madras, der er zunächst bis 1939 angehörte. Zugleich war zwischen 1937 und 1939 auch Minister für Kommunalverwaltung in der Regierung von C. Rajagopalachari, dem ersten von der Kongresspartei gestellten Chefministers von Madras. Nachdem er 1940 und 1942 abermals wegen seines politischen Engagements in Haft genommen worden war, erfolgte 1946 seine erneute Wahl in die Legislativversammlung der Präsidentschaft Madras.
Nach der Unabhängigkeit Indiens am 15. August 1947 und der Gründung des Bundesstaates Madras berief ihn der erste Chief Minister von Madras Omandur Ramaswami Reddiar zum Finanzminister in die Regierung des Bundesstaates, der er auch im nachfolgenden Kabinett von Chefminister P. S. Kumaraswamy Raja bis zum 9. April 1952 angehörte. Gleichzeitig war er zwischen 1948 und 1952 auch als Vorsitzender der INC-Fraktion Mehrheitsführer und damit Leader of the House der Legislativversammlung von Madras.

### Unionsminister, Chief Minister von Andhra Pradesh und Mitglied der Rajya Sabha
Zugleich fungierte Reddy zwischen 1951 und 1957 als Prokanzler der 1926 gegründeten Andhra University in Visakhapatnam, die ihm einen Ehrendoktortitel in Humanwissenschaften verliehen. Am 16. März 1953 wurde er als Minister für Einnahmen und Zivilausgaben in das zweite Kabinett Nehru berufen, dem er bis zum 28. März 1955 angehörte. Daneben bekleidete er zwischen 1953 und 1955 den Posten als Präsident des INC-Komitees des neu gebildeten Bundesstaats Andhra. 1955 erfolgte seine Wahl zum Mitglied der Legislativversammlung von Andhra, woraufhin er kurz darauf am 28. März 1955 nach Beendigung der sogenannten President’s rule Chief Minister von Andhra wurde und dieses Amt bis zu seiner Ablösung durch Neelam Sanjiva Reddy am 1. November 1956 bekleidete. In der Regierung seiner Nachfolger war er von 1956 bis 1957 zunächst Innenminister und im Anschluss zwischen 1957 und 1958 Finanzminister.
Am 18. August 1958 wurde Reddy Mitglied der Rajya Sabha, die als zweite Kammer des Parlaments die Interessen der Bundesstaaten und Unionsterritorien vertritt, und gehörte diese bis zum 27. Februar 1962 für den Bundesstaat Andhra Pradesh an. 1958 berief ihn Premierminister Jawaharlal Nehru als Wirtschaftsminister in dessen drittes Kabinett. Nach einer Regierungsumbildung fungierte er in diesem Kabinett von April 1961 zum 2. April 1962 als Minister für öffentliche Arbeiten, Wohnungsbau und Versorgung. 1961 fungierte er als Schatzmeister des Komitees für die Feierlichkeiten zum hundertsten Geburtstag von Rabindranath Tagore.

### Mitglied der Lok Sabha und Gouverneur von Uttar Pradesh
1962 wurde Reddy für den INC im Wahlkreis Kavali in Andhra Pradesh zum Mitglied der ersten Kammer des Parlaments, der Lok Sabha, gewählt und gehörte dieser bis 1967 an. Nach den Wahlen wurde er am 2. April 1962 von Premierminister Nehru als Minister für Information und Rundfunk in dessen viertes Kabinett berufen und bekleidete dieses Ministeramt bis 1963.
Am 1. Mai 1967 löste Reddy schließlich Biswanath Das als Gouverneur von Uttar Pradesh ab und verblieb in diesem Amt bis zum 30. Juni 1972, woraufhin Shashi Kant Verma seine Nachfolge antrat. Er engagierte sich unter anderem zeitweise auch als Präsident der Sahitya Akademi und der All India Chess Federation (AICF).
Aus seiner am 8. Mai 1938 geschlossenen Ehe mit Shrimati B. Lakshimkanthamma gingen zwei Söhne und eine Tochter hervor.